# Texas Instruments OMAP
OMAP (Open Multimedia Application Platform) – seria układów SOC firmy Texas Instruments do urządzeń mobilnych, bazujących na platformie ARM.
Wśród procesorów OMAP znajdują się modele jedno- i dwurdzeniowe, podzielone na serie.

## Serie

### OMAP 1
Procesory jednordzeniowe, wykonane w technologii 90 lub 130nm i taktowane 168–220MHz.

### OMAP 2
Procesory oparte na jednym rdzeniu taktowanym 330MHz.

### OMAP 3
Specyfikacje modeli OMAP 3:
| Nazwa modelu | Liczba rdzeni, taktowanie  | Proces technologiczny | Procesor Graficzny | Przykładowe urządzenia                                             |
| ------------ | -------------------------- | --------------------- | ------------------ | ------------------------------------------------------------------ |
| OMAP3410     | Jeden rdzeń, 600MHz        | 65nm                  | PowerVR SGX-530    | Motorola Flipout                                                   |
| OMAP3430     | Jeden rdzeń, 600MHz        | 65nm                  | PowerVR SGX-530    | Motorola Milestone, Samsung i8910, Nokia N900, Sony Ericsson Satio |
| OMAP3440     | Jeden rdzeń, 800MHz        | 65nm                  | PowerVR SGX-530    | Motorola Milestone XT720                                           |
| OMAP3530     | Jeden rdzeń, 720MHz        | 65nm                  | PowerVR SGX-530    | Pandora                                                            |
| OMAP3630     | Jeden rdzeń, 600MHz-1.2GHz | 45nm                  | PowerVR SGX-530    | Nokia N9, Samsung Galaxy SCL i9003, LG Optimus Black               |

### OMAP 4
Specyfikacje modeli OMAP 4:
| Nazwa modelu | Liczba rdzeni, taktowanie | Proces technologiczny | Procesor Graficzny | Przykładowe urządzenia                                      |
| ------------ | ------------------------- | --------------------- | ------------------ | ----------------------------------------------------------- |
| OMAP4430     | Dwurdzeniowy, 1-1.2GHz    | 45nm                  | PowerVR SGX-540    | LG Optimus 3D, LG L9, Google Glass                          |
| OMAP4460     | Dwurdzeniowy, 1.2-1.5GHz  | 45nm                  | PowerVR SGX-540    | Galaxy Nexus, Lumus DK-40                                   |
| OMAP4470     | Dwurdzeniowy, 1.5-1.8GHz  | 45nm                  | PowerVR SGX-544    | Kindle Fire HD 8.9", Samsung Galaxy Premier, BlackBerry Z10 |

### OMAP 5
Specyfikacje modeli OMAP 5:
| Nazwa modelu | Liczba rdzeni, taktowanie                            | Proces technologiczny | Procesor Graficzny | Przykładowe urządzenia          |
| ------------ | ---------------------------------------------------- | --------------------- | ------------------ | ------------------------------- |
| OMAP5430     | Dwurdzeniowy, 2.0GHz+2 rdzenie pomocnicze cortex m-4 | 28nm                  | PowerVR SGX-544 MP | Ford SYNC 3 infotainment system |
| OMAP5432     | Dwurdzeniowy, 2.0GHz+2 rdzenie pomocnicze cortex m-4 | 28nm                  | PowerVR SGX-544 MP |                                 |